# Bruno Leoni
Bruno Leoni (ur. 26 kwietnia 1913 w Ankonie, zm. 21 listopada 1967 w Turynie) – włoski uczony, prawnik, profesor prawa i filozof polityki, przedstawiciel klasycznego liberalizmu.
Większość życia mieszkał w Turynie, gdzie pracował jako prawnik. Od 1945 do śmierci w 1967 był profesorem teorii państwa i prawa na Uniwersytecie w Pawii, gdzie sprawował również funkcje dziekana Wydziału Nauk Politycznych oraz dyrektora Instytutu Nauk Politycznych. W 1950 założył kwartalnik politologiczny Il Politico, w którym był redaktorem do swojej śmierci.
Bruno Leoni był członkiem Stowarzyszenia Mont Pelerin, w którym przez wiele lat pełnił funkcję sekretarza, a w 1967 został wybrany na prezesa tej organizacji.
Jego najbardziej znaną książką jest Wolność i prawo, opublikowana po angielsku w 1961. W dziele tym Leoni analizuje relacje pomiędzy prawem a wolnością. Autor podkreśla znaczenie prawa tworzonego w długim, kumulatywnym i spontanicznym procesie oraz jednocześnie jest bardzo krytycznie nastawiony do nowoczesnej idei prawa będącego rezultatem decyzji politycznych. Włoski prawnik i filozof za największe zagrożenie dla praworządności i wolności uważał tworzenie przez polityków nadmiernych ilości prawa i regulacji, które ingerują w swobodę jednostki.
Bruno Leoni jest uważany za jednego z twórców ekonomicznej analizy prawa, a także za jednego z prekursorów teorii wyboru publicznego.

## Polskie wydanie książkiWolność i prawo
W 2016 r. nakładem Wydawnictwa Nieoczywiste ukazało się polskie wydanie Wolności i prawa Brunona Leoniego. Książkę przetłumaczył Janusz Stawiński, a Leszek Balcerowicz oraz Carlo Lottieri (profesor filozofii politycznej na Uniwersytecie w Sienie) napisali przedmowę i wprowadzenie. Publikacja ukazała się w ramach serii wydawniczej FOR poleca, pod patronatem fundacji Forum Obywatelskiego Rozwoju. W dniach 30–31 maja 2016, na zaproszenie Forum Obywatelskiego Rozwoju, dr Alberto Mingardi – dyrektor generalny włoskiego Instytutu Brunona Leoniego, poprowadził w Polsce serię spotkań promujących polskie wydanie książki w Poznaniu i Warszawie.

## Dzieła
W języku polskim
- Bruno Leoni, Wolność i prawo, Wydawnictwo Nieoczywiste, 2016.

W języku angielskim
- Bruno Leoni, Freedom and the Law, New York, Nostrand, 1961 Freedom and the Law; PDF version
- Bruno Leoni, Law, Liberty and the Competitive Market, edited by Carlo Lottieri, with a preface by Richard A. Epstein, New Brunswick NJ, Transaction, 2008.
- Bruno Leoni, The scientific demonstration, with Introduction of Adriano Gianturco Gulisano. Procesos de Mercado, Vol. 6, n° 2, 2009, Universidad Rey Juan Carlos, Madrid, pp. 291-301.

W języku włoskim
- Bruno Leoni, Scritti di scienza politica e teoria del diritto, Introduction by M. Stoppino, Milano, Giuffrè, 1980.
- Bruno Leoni, Le pretese e i poteri: le radici individuali del diritto e della politica, Introduction by Mario Stoppino, Milano, Società Aperta, 1997.
- Bruno Leoni, La sovranità del consumatore, Introduzione di Sergio Ricossa, Roma, Ideazione, 1997.
- Bruno Leoni, Lezioni di filosofia del diritto (ed Carlo Lottieri) Soveria Mannelli, Rubbettino, 2003 (1959).
- Bruno Leoni, La libertà del lavoro (ed. Carlo Lottieri) IBL “Diritto, Mercato, Libertà”, Treviglio – Soveria Mannelli, Leonardo Facco – Rubbettino, 2004.
- Bruno Leoni, Il diritto come pretesa (ed Antonio Masala), Introduction by Mauro Barberis, Macerata, Liberilibri, 2004.
- Bruno Leoni, Lezioni di dottrina dello Stato (eds Raffaele De Mucci and Lorenzo Infantino) Soveria Mannelli, Rubbettino, 2004 (1957)
- Bruno Leoni, Il pensiero politico moderno e contemporaneo (ed Antonio Masala), Introduction by Luigi Marco Bassani, Macerata, Liberilibri, 2009.